# Comte de Flandre/Graaf van Vlaanderen
Comte de Flandre/Graaf van Vlaanderen – stacja metra w Brukseli, na linii 1 i 5. Zlokalizowana jest za stacją Étangs Noirs/Zwarte Vijvers i Saint-Catherine/Sint-Katelijne. Została otwarta 8 maja 1981.